# Hoptrup Højskole
Hoptrup Højskole var en højskole der blev oprettet 1920 af KFUM og K og Indre Mission i den tidligere Hoptrup Kro, som en gave til Sønderjylland ifm. genforeningen i 1920.
Den har både været højskole og efterskole på samme tid. I 2003 lukkede højskolen. Siden 2005 har der været efterskole i bygningerne.